# کامران
کامران نامی با ریشهٔ فارسی برای مردان و به‌معنای خوشگذران و سعادتمند است. این نام در ایران، جمهوری آذربایجان، ترکیه، افغانستان، پاکستان، تاجیکستان ،ازبکستان و دیگر کشورهای غرب آسیا رایج است. این نام به همین شکل به‌عنوان نام خانوادگی نیز کاربرد دارد.
افراد شاخص با این نام از این قرارند:

## تاریخی
- کامران میرزا (بابری) (۸۸۸–۹۳۶ هـ.خ.) شاهزاده امپراتوری گورکانی
- کامران میرزا (هرات) (۱۱۶۸–۱۲۲۰هـ.خ.)، یکی از امرای هرات که از اطاعت شاه ایران خارج شد
- کامران میرزا  (۱۲۳۵–۱۳۰۷هـ.خ.)، ملقب به نایب‌السلطنه، شاهزاده قاجار و فرزند سوم ناصرالدین شاه

### اسطوره
- قباد کامران، شخصیتی در حمزه‌نامه

## دانشمندان و استادان دانشگاه
- کامران تلطف (ز. ۱۳۳۳)،  پژوهشگر ادبیات و جامعه‌شناسی فرهنگ اهل ایران
- کامران نجات‌اللهی (۱۳۳۳-۱۳۵۷)، استاد دانشگاه اهل ایران
- مجاهد کامران (ز. ۱۳۲۹)، فیزیکدان پاکستانی
- کامران افشار نادری (ز. ۱۳۳۸)، معمار، منتقد معماری و استاد دانشگاه اهل ایران
- کامران وفا (ز. ۱۳۳۹)، فیزیکدان ایرانی-آمریکایی
- کامران نزهت، پزشک ایرانی-آمریکایی
- کامران دادخواه، استاد اقتصاد، ایرانی-آمریکایی

## سیاستمداران و نظامیان
- کامران اتابکی (ز. ۱۳۲۷)، سیاستمدار ایرانی
- حسن کامران دستجردی (ز. ۱۳۳۳)، سیاستمدار ایرانی
- کامران دانشجو (ز. ۱۳۳۶)، سیاستمدار ایرانی
- کامران باقری لنکرانی (ز. ۱۳۴۴)، پزشک و سیاستمدار ایرانی

## روزنامه‌نگاران و نویسندگان
- کامران صمیمی (۱۳۰۴–۱۳۶۰)، مترجم ایرانی
- جیلانی کامران (۱۳۰۵-۱۳۸۱)، شاعر، منتقد و معلم پاکستانی
- کامران شیردل (ز. ۱۳۱۸)، مترجم، کارگردان و مستندساز ایرانی
- کامران فانی (ز. ۱۳۲۳)، نویسنده و کتابدار ایرانی
- کامران زمانی نعمت‌سرا (۱۳۴۲-۱۳۹۴)، نویسنده و شاعر ایرانی
- کامران میرهزار (ز. ۱۳۵۵)، شاعر و روزنامه نگار هزاره - نروژی
- کامران نجف‌زاده (ز. ۱۳۵۸)، خبرنگار ایرانی

## هنرمندان
- طلیعه کامران (۱۳۰۹–۱۳۹۵)، نوازندهٔ سنتور، نقاش و شاعر اهل ایران
- کامران دیبا (ز. ۱۳۱۵)، نقاش و معمار ایرانی
- کامران اوسلور (۱۳۱۶-۱۳۸۳) بازیگر اهل ترکیه
- کامران نوزاد (ز. ۱۳۱۸)، بازیگر ایرانی
- کامران کاتوزیان (ز. ۱۳۲۰)، نقاش ایرانی
- کامران عدل (ز. ۱۳۲۰)، عکاس ایرانی
- کامران داروغه (۱۳۲۱-۱۳۸۴)، نوازده کمانچه اهل ایران
- کامران باختر (۱۳۲۵-۱۳۹۵)، بازیگر ایرانی
- کامران قدکچیان (ز. ۱۳۲۶)، کارگردان، فیلم‌نامه‌نویس و تدوین‌گر ایرانی
- کامران فیوضات (ز. ۱۳۳۰)، بازیگر ایرانی
- کامران یوسف‌زاده (ز. ۱۳۳۵)، نقاش ایرانی
- کامران ملکی (ز. ۱۳۴۰)، کارگردان و بازیگر ایرانی
- کامران ملک‌مطیعی (ز. ۱۳۴۲)، مجری و بازیگر ایرانی
- فریبا کامران (ز. ۱۳۴۶)، بازیگر ایرانی
- کامران رسول‌زاده (ز. ۱۳۵۶)، ترانه‌سرای ایرانی
- کامران حیدری (ز. ۱۳۵۸)، مستندساز ایرانی
- کامران تفتی (ز. ۱۳۵۸)، بازیگر و خواننده ایرانی
- کامران و هومن، گروه موسیقی ایرانی
- کامران جبرئیلی، عکاس ایرانی
- حاجی کامران، بازیگر طنز افغانستانی

## مدیران و کارآفرینان
- کامران الهیان (ز. ۱۳۳۳)، کارآفرین ایرانی-آمریکایی
- کامران حکیم (ز. ۱۳۲۰)، کارآفرین، سرمایه‌گذار و تاجر ایرانی-آمریکایی

## ورزشکاران
- کامران شیرازی (ز. ۱۳۳۱)، استاد بین‌المللی شطرنج، ایرانی ساکن آمریکا
- کامران پنجوی (ز. ۱۳۵۳)، وزنه‌بردار ایرانی-بریتانیایی
- کامران خورشیدی (ز. ۱۳۶۲)، فوتبالیست ایرانی
- کامران شاخسوارلی (ز. ۱۳۷۱) بوکسور اهل جمهوری آذربایجان
- کامران قاسم‌پور (ز. ۱۳۷۵)، کشتی‌گیر آزادکار ایرانی
- کامران مدنی (ز. ۱۳۷۵) کاراته‌کای آمریکایی
- کامران شکری سالاری، ورزشکار دو و میدانی معلول اهل ایران
- کامران تجلی، فوتبالیست اهل ایران

## جای‌ها
- قشلاق خان‌گلدی کامران، روستایی در شهرستان بیله‌سوار استان اردبیل
- کامران‌آباد، روستایی در دهستان قهاب رستاق، شهرستان دامغان استان سمنان
- کامران رحمان، روستایی از توابع بخش گهواره در شهرستان دالاهو استان کرمانشاه
- کامران‌بیگ رضا، روستایی از توابع بخش گهواره در شهرستان دالاهو استان کرمانشاه
- چاه کامران، روستایی از توابع بخش مروست شهرستان خاتم در استان یزد
- موتور کامران گمشادزهی، روستایی در دهستان تهلاب بخش ریگ ملک شهرستان میرجاوه استان سیستان و بلوچستان

## غیره
- خانه عباس کامران، از آثار ملی شهرستان فومن، گیلان
- خانه مختار علی کامران، از آثار ملی شهرستان فومن، گیلان
- مهمانسرای کامران، از آثار ملی شهرستان فومن، گیلان